# 內部報酬率
內部回报率（英語：internal rate of return，縮寫：IRR）又稱年化報酬率，是一種投資的評估方法，也就是找出資產潛在的回报率，其原理是利用內部回报率折現，投資的淨現值恰好等於零。內部收益率（IRR）衡量投資的收益率。 “內部”一詞是指內部利率不包括外部因素，如通貨膨脹，資本成本或各種金融風險。
以風樂公司為例，由於利率為7%時的淨現值為3003仟元，表示淨現值為零時的利率應該大於7%，假使我們用12%計算淨現值將為負數的303仟元，利用插补法可以得出內部回报率約為11.5%.
{\displaystyle IRR=7\%+{\frac {3003}{[3003-(-303)]}}\times (12\%-7\%)\doteqdot 11.5\%}
當淨現值曲線與橫軸交會處大約在11.5%附近，此時淨現值為零。內部回报率的評估時需要有一比較基準，與折現率的決定類似，公司會先設定一個基本的投資報酬率，再針對不同性質的投資案訂立不同的風險調整數，兩者相加後成為投資回报率的門檻，當投資案的內部回报率大于回报率門檻時，表示可以接受該投資案。多項投資案並陳時，則先以門檻篩選合格的投資案，再接內部回报率的大小，決定優先順序。運用內部回报率進行評估時，最大的缺點在於它無法以金額表達投資的回报。對於某些經理人而言，以金額表達的投資回报是比較容易理解與判斷。
因为内部收益率是净现值为零（NPV=0）时的折现率，所以我们得到了下面的公式:

{\displaystyle \sum _{t=0}^{N}{\frac {C_{t}}{\left(1+i\right)^{t}}}=0}
其中i是IRR、N为方案计算期、Ct为第t年净现金流量
例如：

￥85,000的初期投资，每年收益￥20,000， 一共五年。 请计算内部收益率。

答案：

∵ {\displaystyle {\frac {20000}{(1+i)^{1}}}+{\frac {20000}{(1+i)^{2}}}+{\frac {20000}{(1+i)^{3}}}+{\frac {20000}{(1+i)^{4}}}+{\frac {20000}{(1+i)^{5}}}=85000}

∴ IRR=5.67%

## 外部參考
- (新闻稿). 香港: 香港金融管理局. 2001年4月  [2015-09-14]. （原始内容存档于2015-06-28）.
- IRR计算器 （页面存档备份，存于）